# Mahnivka, Kremenciuk
Mahnivka (în ucraineană Махнівка) este un sat în comuna Salivka din raionul Kremenciuk, regiunea Poltava, Ucraina.

## Demografie
Componența lingvistică a localității Mahnivka
     Ucraineană (79,01%)
     Rusă (20,99%)
Conform recensământului din 2001, majoritatea populației localității Mahnivka era vorbitoare de ucraineană (79,01%), existând în minoritate și vorbitori de rusă (20,99%).